# N. V. Ú.
N. V. Ú. neboli Nepřichází v úvahu je česká punková skupina z Hradce Králové.

## Historie
Počátky skupiny N.V.Ú. sahají až do roku 1986 k novovlnové skupině Manichinace, která ovšem dlouho nefungovala. V roce 1987 vznikl punkovější Kmitací Adapter, jehož členové po několika změnách vystupovali od roku 1988 jako N.V.Ú. Do většího povědomí lidí nejen v Hradci Králové se dostali poté, co se jim podařilo udělat přehrávky. N. V. Ú. v této době ještě nehráli čistý punk, ale zněli spíše jako metalovější Die Toten Hosen. Toto první období dokládá album …že je magor původně nahrané ještě pod názvem Kmitací Adapter. Po revoluci přichází nový bubeník Jiří „Jyřýček“ Franc. S ním je nahráno druhé demo Obchází mě dokola, které už zní punkověji. V následujících letech přichází další odklon od nové vlny k punku, který se projevil především odchodem dívčího pěveckého dua. Následují mnohá pogo-punková dema a desky, například úspěšná alba Čáry máry fuck, Vzorek bez Ceny či Nikdy nebo navždy. Kapela se stává nedílnou součástí mnoha letních festivalů. Od poloviny 90. let také vystupuje v zahraničí (Slovensko, Polsko, Maďarsko, Německo). V roce 2010 vychází také publikace a v roce 2012 DVD mapující 25 let existence N.V.Ú. O tři roky později odchází dlouholetý člen Jiří Franc. V roce 2019 oznámil zakladatel a frontman skupiny Štěpán Málek odchod z důvodu vyhoření a odcizení se od zbytku kapely. Zbylí členové označil jeho odchod za zradu a jeho nový projekt !V.V.Ú za kopii či revival N.V.Ú..

## Složení

### Nynější sestava
- Aleš "Alda" Navrátil – zpěv
- David "Dejv" Smetana – bicí
- Martin "Herr Boss" Sedlák – baskytara, zpěv
- Pavel "Pafka" Doležal – kytara, zpěv
- Jarda "FOX" Liška - kytara

### Původní sestava (1988)
- Štěpán „Makeba“ Málek – zpěv, harmonika
- Pavel „Pafka“ Doležal – kytara, zpěv
- Renata „Paragánka“ Pavlíčková – zpěv, klávesy
- Aleš Vostřez – baskytara
- Robert Molín – bicí

## Diskografie
- …že je magor (1988)
- Obchází mě dokola (1990)
- Tak jsme došli… (1991)
- 14 dní (1994)
- A v noci je tma… (1996)
- Živák (1996)

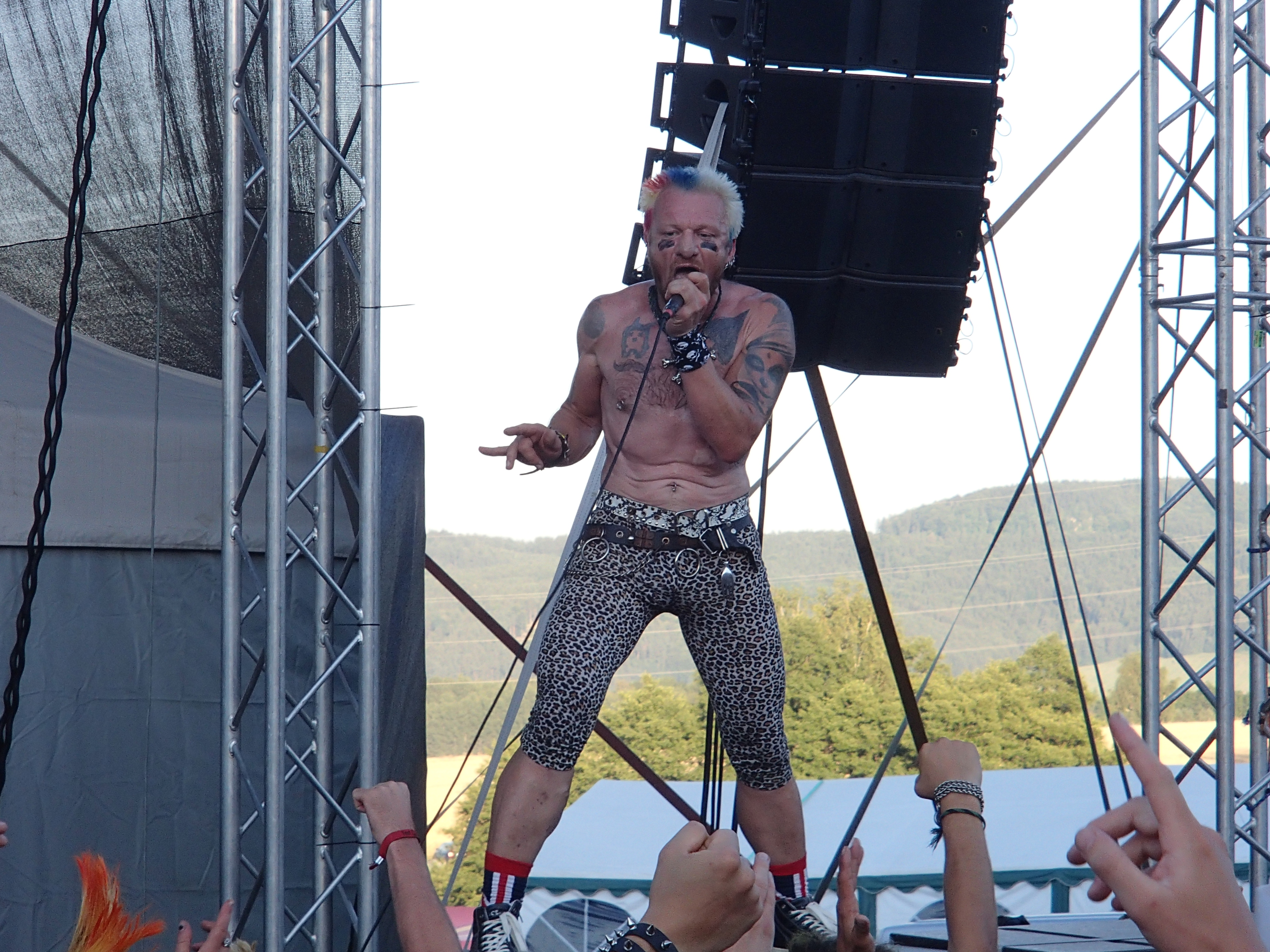
Štěpán Málek na festivalu Pod parou v roce 2013

- The Five Anti-Beatles Songs (1988)
- Čáry máry fuck (1998)
- Z řady (2000)
- Vzorek bez ceny (2004)
- Nikdy nebo navždy (2009)
- Za všechno se platí (2018)